# Esther Becker
Esther Becker (* 1980 in Erlangen) ist eine deutsche Schriftstellerin, Dramatikerin und Performerin.

## Leben
Esther Becker studierte nach einem Masterstudiengang Scenic Arts Practice an der Hochschule der Künste Bern Literarisches Schreiben am Schweizerischen Literaturinstitut Biel und am Deutschen Literaturinstitut Leipzig. 2013 erhielt sie ein Werkstipendium der Theaterkommission der Stadt Zürich. Becker ist Mitglied des Performancekollektivs BigNotwendigkeit und steht dabei auch mit eigenen Texten auf der Bühne, zuletzt 2019 mit der Stand-Up Tragedy The Bitter End. Für ihre Stücke, die sich häufig an ein junges Publikum richten, erhielt sie zahlreiche Auszeichnungen, unter anderem wurde sie 2013 mit dem Stück Supertrumpf und 2018 mit Wildbestand, einem Kinderstück zum Thema Flucht und Solidarität, zum Heidelberger Stückemarkt eingeladen. 2014 erhielt sie den Kathrin-Türks-Preis, 2019 den Berliner Kindertheaterpreis für Das Leben ist ein Wunschkonzert.
2021 erschien ihr Debütroman Wie die Gorillas über das Erwachsenwerden von Frauen. Die taz schrieb: „Esther Becker beschreibt keine Gefühle und analysiert sie nicht; sondern sie baut mit wenigen Sätzen Situationen, aus denen sich schnell erschließt, was die Teilnehmenden empfinden.“ Julia Ingold schrieb für das Literaturforum im Brecht-Haus einen „Lektürekompass“ zum Roman.
Becker lebt in Berlin.

## Werke (Auswahl)
Dramatik
- Cowboy ohne Pferd. UA Landesbühne Sachsen-Anhalt, Eisleben, April 2013.[8]
- Supertrumpf. UA Burghofbühne, Dinslaken, Mai 2015.[9]
  - als Hörspiel: Produktion Deutschlandradio Kultur, 2015.[10]
- mit Dominik Schuppich, Julia Sutter (Texte): Schrank. Hörspiel. Schweizer Radio und Fernsehen (SRF) / Hochschule der Künste Bern, 2016[11]
- Mimosa. UA Sogar Theater, Zürich, Februar 2020.[12]
- Das Leben ist ein Wunschkonzert. UA Grips-Theater, Berlin, März 2020.[13]

Prosa
- Wie die Gorillas. Roman. Verbrecher Verlag, Berlin 2021, ISBN 978-3-95732-470-2.